# Zalmkleurig knoopvlekje
Het zalmkleurig knoopvlekje (Eucosma metzneriana) is een vlinder uit de familie bladrollers (Tortricidae). De wetenschappelijke naam is voor het eerst geldig gepubliceerd in 1830 door Treitschke.
De soort komt voor in Europa.